# Стрельба в Льюистоне
25 октября 2023 года в Льюистоне, штат Мэн, США, в двух местах произошла стрельба. По меньшей мере 18 человек погибли и десятки получили ранения.
По данным полицейского управления Льюистона, подозреваемым оказался 40-летний Роберт Кард, найденный 27 октября мёртвым в лесистой местности.
Этот случай стал самым крупным массовым убийством в истории штата Мэн и в США за текущий год.

## Стрельба
Примерно в 19:15 EDT полиция, пожарные и спасатели прибыли в Sparetime Recreation после сообщения об активном стрелке. Вскоре после этого поступило сообщение о стрельбе в ресторане Schemengees Bar & Grille, а затем в близлежащем Walmart. Офис шерифа округа Андроскоггин и полиция штата Мэн предупредили жителей о стрельбе в 8 часов вечера.
Центральный медицинский центр штата Мэн начал координировать свои действия с местными больницами для приема пострадавших.

## Жертвы
Первоначально сообщалось, что по меньшей мере 22 человека были убиты и 50—60 человек получили ранения, хотя некоторые источники позже сообщили, что число погибших составило от 15 до 20 человек и что 50 человек получили ранения. Впоследствии полиция штата Мэн на пресс-конференции сообщила уточнённые данные, что было 18 погибших и 13 раненых. Не все раненые получили огнестрельные ранения; некоторые пострадали из-за давки.
Центральный медицинский центр штата Мэн в Льюистоне заявил, что он координирует свои действия с местными больницами для приема пациентов в ответ на «массовые жертвы и массовое убийство».

## Последствия
В Льюистоне был введен в действие приказ о самоизоляции, а школы были закрыты на карантин. В Оберне, который находится в 5 км от Льюистона, вышел отдельный приказ о самоизоляции. ФБР помогает местным властям в расследовании. Занятия в муниципальном колледже штата Мэн и государственных школ Льюистона были отменены на следующий день. Колледж Бейтса также отложил инаугурацию своего президента, ранее запланированную на 27 октября, до дальнейшего уведомления.

## Подозреваемый
По данным офиса шерифа округа Андроскоггин, подозреваемый остаётся на свободе. Полиция разыскивает белого человека, которого позже опознали как 40-летнего Роберта Карда, он инструктор по огнестрельному оружию с военным опытом. 27 октября Роберт Кард был найден мертвым в лесистой местности.

## Реакции
Сенатор от штата Мэн Ангус Кинг написал в Твиттере, что он «глубоко опечален».
Президент Джо Байден и губернатор Джанет Миллс были проинформированы о стрельбе.